# ماناستیریشته
ماناستیریشته (به لاتین: Manastirishte) یک منطقهٔ مسکونی در بلغارستان است که در شهرستان اسووگ واقع شده‌است.